# Editores de Cine de Estados Unidos
Los Editores de Cine de Estados Unidos (en inglés: American Cinema Editors o ACE) es una asociación honoraria de editores cinematográficos fundada el 26 de octubre de 1950 en el Masquers Club de Hollywood. Sus miembros son elegidos mediante una votación basada principalmente en sus logros profesionales y su dedicación a la edición cinematográfica en sí. Esta sociedad no debe ser confundida con un sindicato adscrito a la industria del cine, tales como la I.A.T.S.E. (específicamente con el Motion Picture Editors Guild o MPEG) a la que un editor puede o no pertenecer.

## Composición
Para ser miembro activo se pueden cumplir los siguientes requisitos:
- El deseo de ser miembro.
- Tener el patrocinio de al menos dos miembros activos.
- Un mínimo de 60 meses (5 años) de experiencia en edición para Cine o Televisión.
- Aprobación por parte del Consejo de Administración.
- Aceptación por parte de la asamblea general.

Los miembros tienen derecho a incluir la denominación de «ACE» como parte de sus firmas; además, la sociedad publica la lista de miembros actuales en su página web, a partir de 2008, este sitio web no incluye fallecidos los miembros.

## Premios ACE
Dentro de las actividades llevadas a cabo por esta organización, se encuentra la entrega de los American Cinema Editors Awards más conocidos como Premios Eddie; en particular, desde 1950 se realiza una cena anual donde se reconoce a profesionales de la industria «que han hecho significativas contribuciones para el avance de la producción cinematográfica». En primera instancia se reconocía a los que estaban nominados para los Premios Óscar en la categoría mejor montaje, mientras que luego se anexó a los nominados en la misma categoría para televisión —cuando la NATAS inició la entrega del Premio Emmy a dicha categoría; a partir de 1962, la ACE comienza a entregar sus propios premios, los que se conocen actualmente como Premios Eddie.

## Revista Cinemaeditor
Desde el año 1951, la ACE publica la revista CINEMAEDITOR, la que comenzó como una publicación residencial, creciendo a 5000 suscriptores en 1963. En la década de 1990 la revista pasó por una de sus etapas más complejas: se transformó en un boletín de cuatro páginas; luego, en 1994 Jack Tucker fue nombrado como su nuevo editor, y junto al presidente Tom Rolf y Laura Young, la expandieron hasta lo que es hoy.